# NHK放送博物館
NHK放送博物館（NHKほうそうはくぶつかん、英語: NHK Museum of Broadcasting）は、日本放送協会 (NHK)が運営する放送に関する博物館である。

## 概要
1956年（昭和31年）3月3日、世界初の放送専門博物館として、NHK発祥の地である愛宕山の東京放送局旧局舎を使用し開館。1968年（昭和43年）、敷地内に塔屋付4階建てビルが新築され、当初使われていた建物は現存しない。
以前はNHK放送文化研究所と同居していたため、展示室は2階までだったが、2002年（平成14年）に同研究所が近くの愛宕グリーンヒルズMORIタワーに移転したことから、全フロアに拡張して2003年（平成15年）にリニューアルオープンした。放送開始90周年の記念事業として2016年（平成28年）に再度リニューアルオープンした。
- 所在地：東京都港区愛宕二丁目1-1
- 開館時間：9:00 - 16:30
- 休館日：原則として月曜日、年末年始
- 入場料：無料
- 館長：川村誠（2020年9月 - ）[4]

### 交通アクセス
- 東京地下鉄日比谷線 神谷町駅、虎ノ門ヒルズ駅から徒歩7分
- 都営地下鉄三田線 御成門駅から徒歩10分
- 東京地下鉄銀座線 虎ノ門駅から徒歩13分

## 展示品・所蔵資料
- 玉音盤など約3万件を超える音声・映像資料を所蔵している。
- それぞれの時代のラジオ受信機やテレビ受像機が展示され、各機材の動態保存に努めている[5]。
- 博物館入口には、テレビ放送送信用アンテナ4体が展示されている。正面からアナログ放送用スーパーターンスタイル（ST）アンテナ（東京タワー最頂部に設置されていた6段のうちの1段分と同型）、デジタル放送用の水平偏波双ループアンテナ、アナログ放送用STアンテナ（NHK福井放送局の総合テレビ放送用に使用されていたもの）、日本初のテレビアンテナ、の順に展示。
- 8Kス－パーハイビジョンを備えた愛宕山8Kシアターがある。

## 番組ロケーション
- 2013年3月29日深夜（3月30日未明）にNHK総合で放送されたマルチチャンネルドラマ『放送博物館危機一髪』[6]（主演：松井玲奈（SKE48、当時））において、本博物館でロケが行われた。
- 2017年5月17日放送のNHK総合『探検バクモン』にて司会の爆笑問題と、ゲストの中村メイコが本博物館を訪れ、NHKの伝説的番組に纏わるお宝（玉音放送の録音盤、『ジェスチャー』の問題フリップ、『おしん』に寄せられた視聴者からの手紙など）が紹介された。

## その他
- 放送博物館開設当時の様子や、博物館に展示されている機材が実際に使われている様子を記録した映像が、1958年にNHKの制作した短編映画『電波の歩み』のシーンの一部として残されている[7]。

## ギャラリー

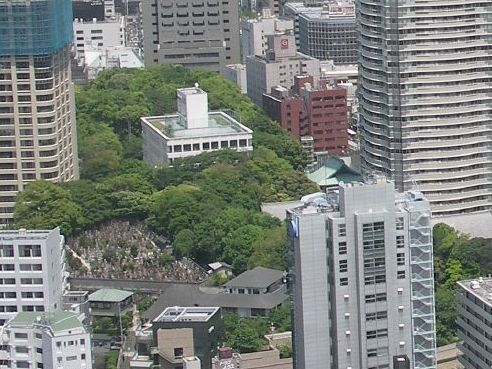
愛宕山と放送博物館（中央）
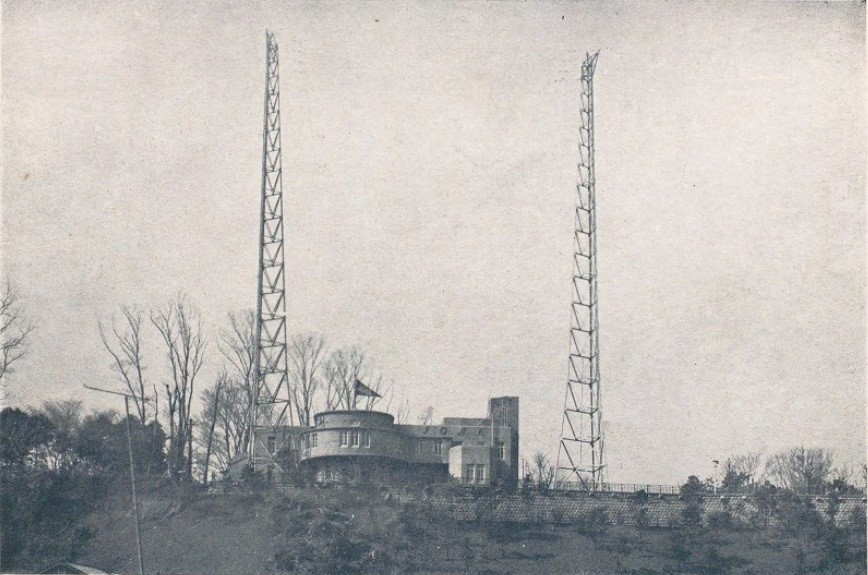
東京放送局局舎、1930年
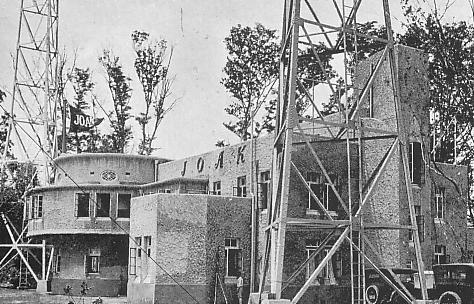
東京放送局局舎、1933年
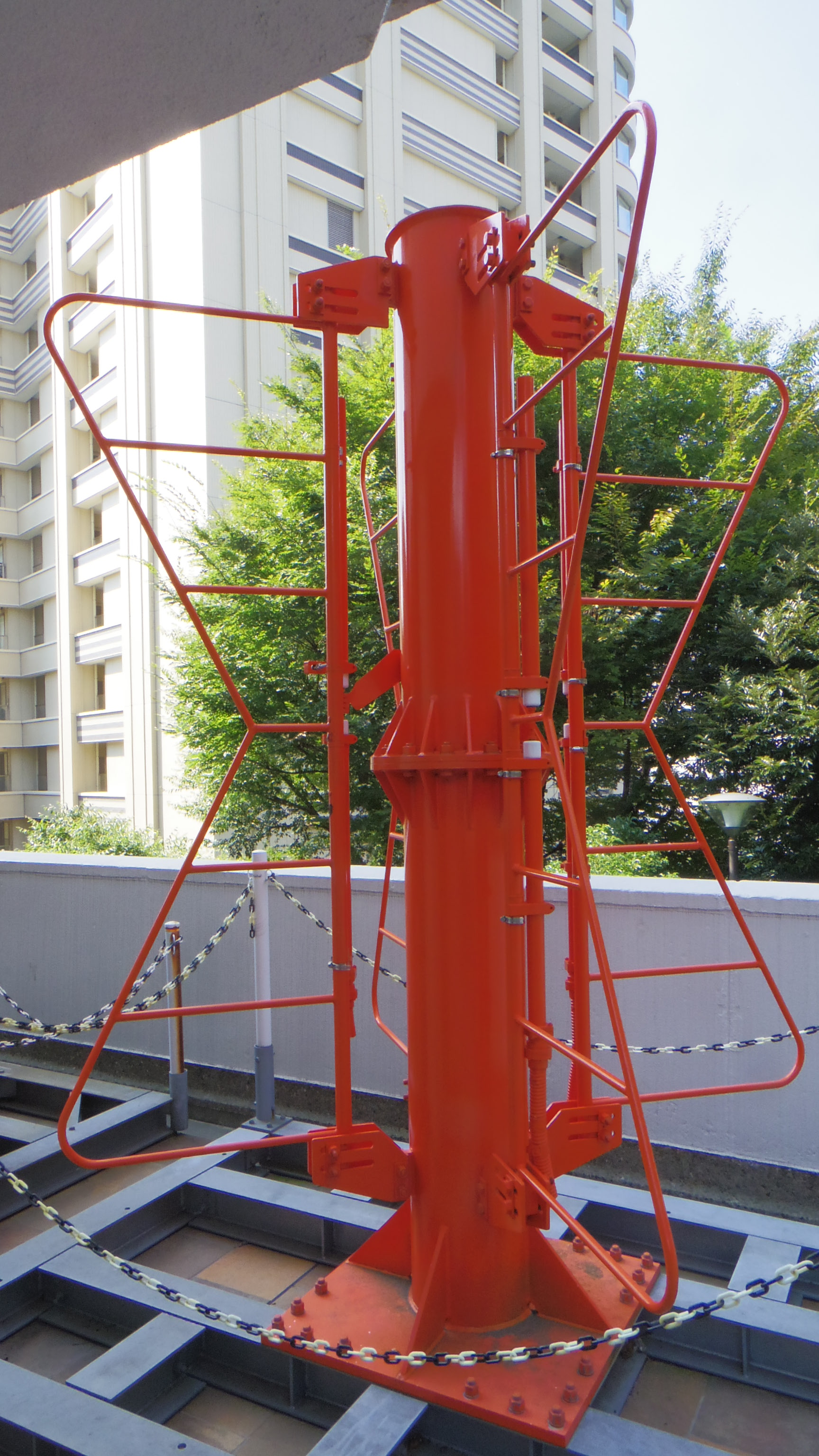
アナログ放送用STアンテナ（東京タワーで使用）
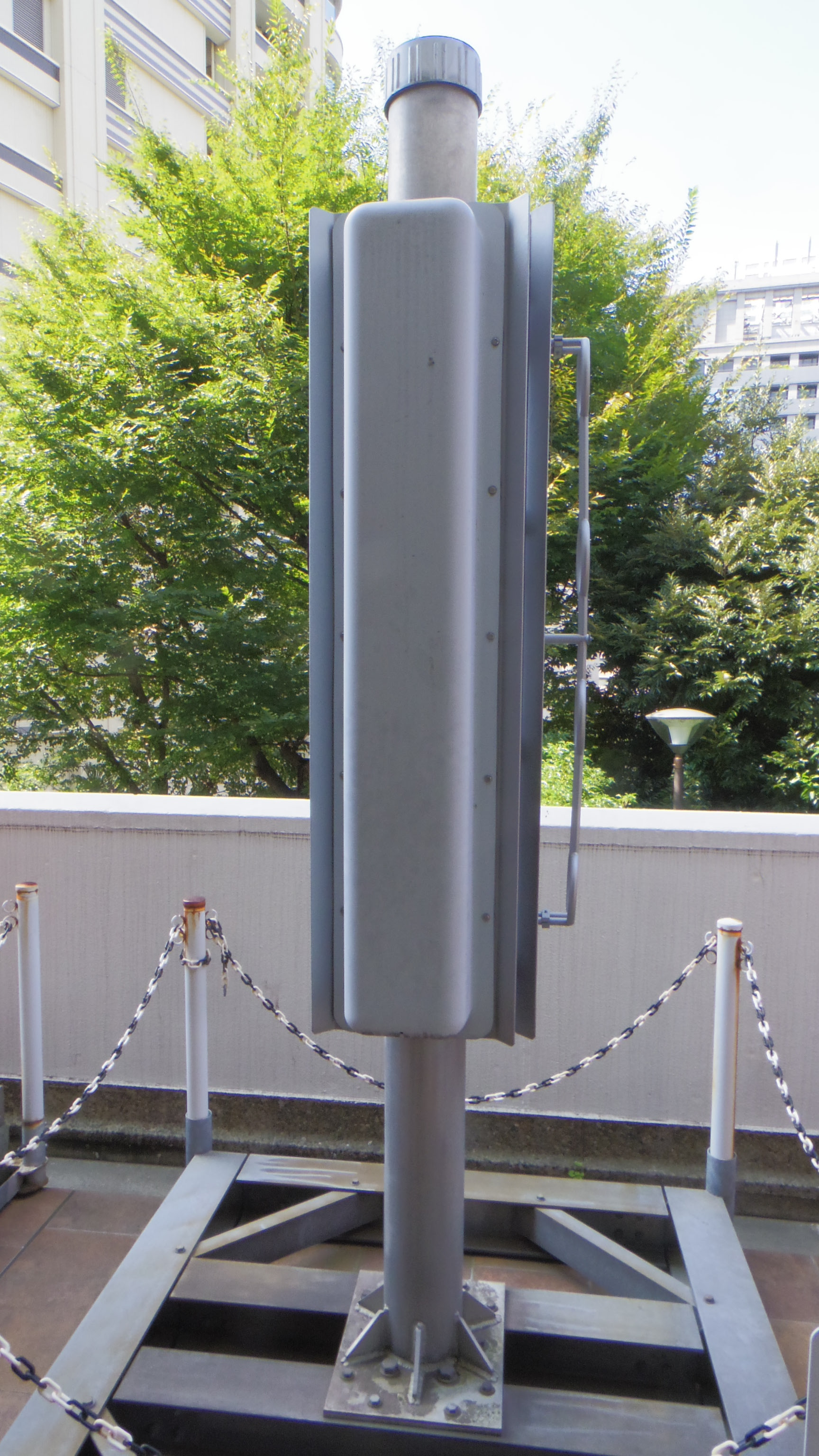
デジタル放送用水平偏波双ループアンテナ
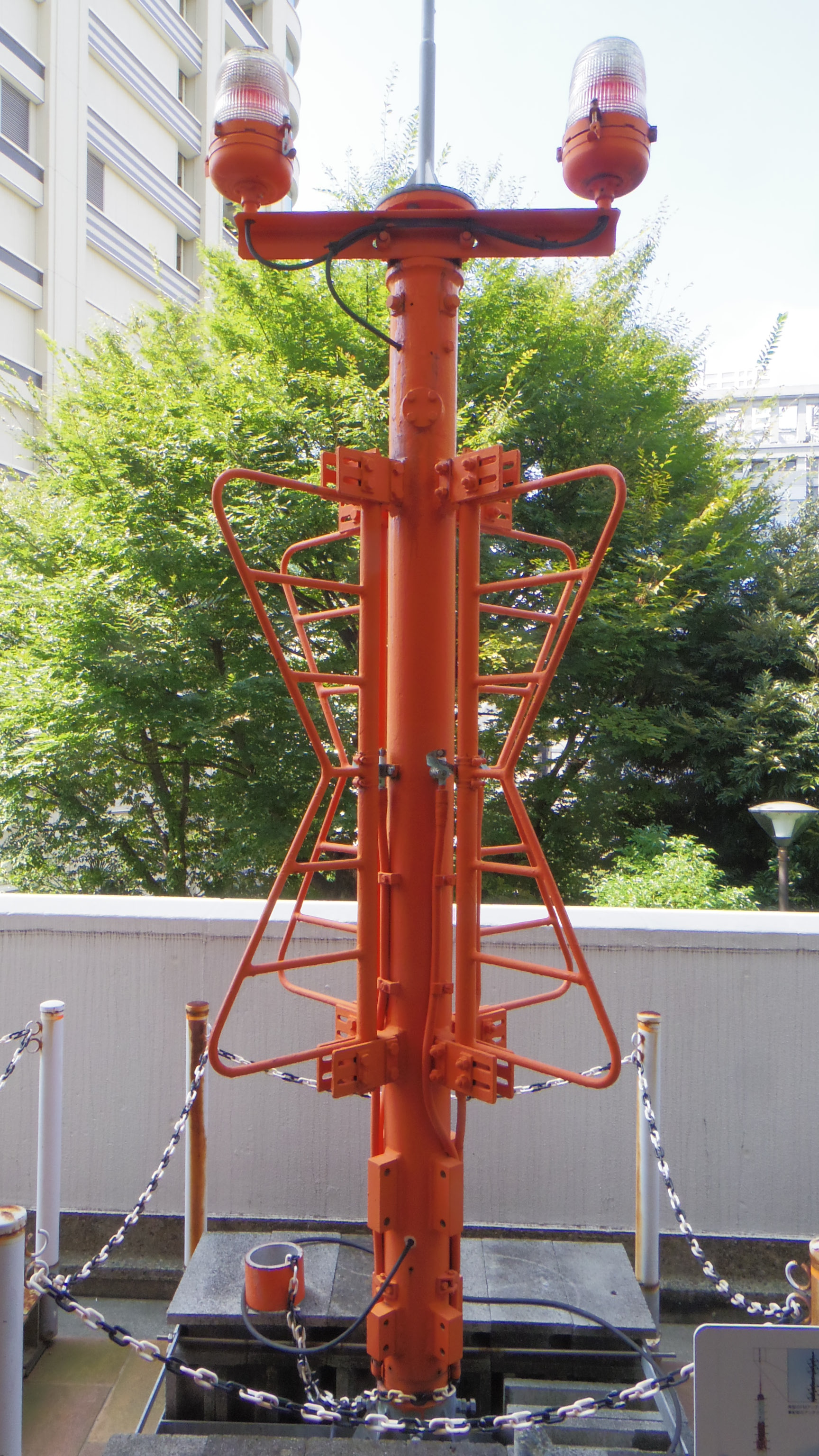
アナログ放送用STアンテナ（足羽山送信所で使用）
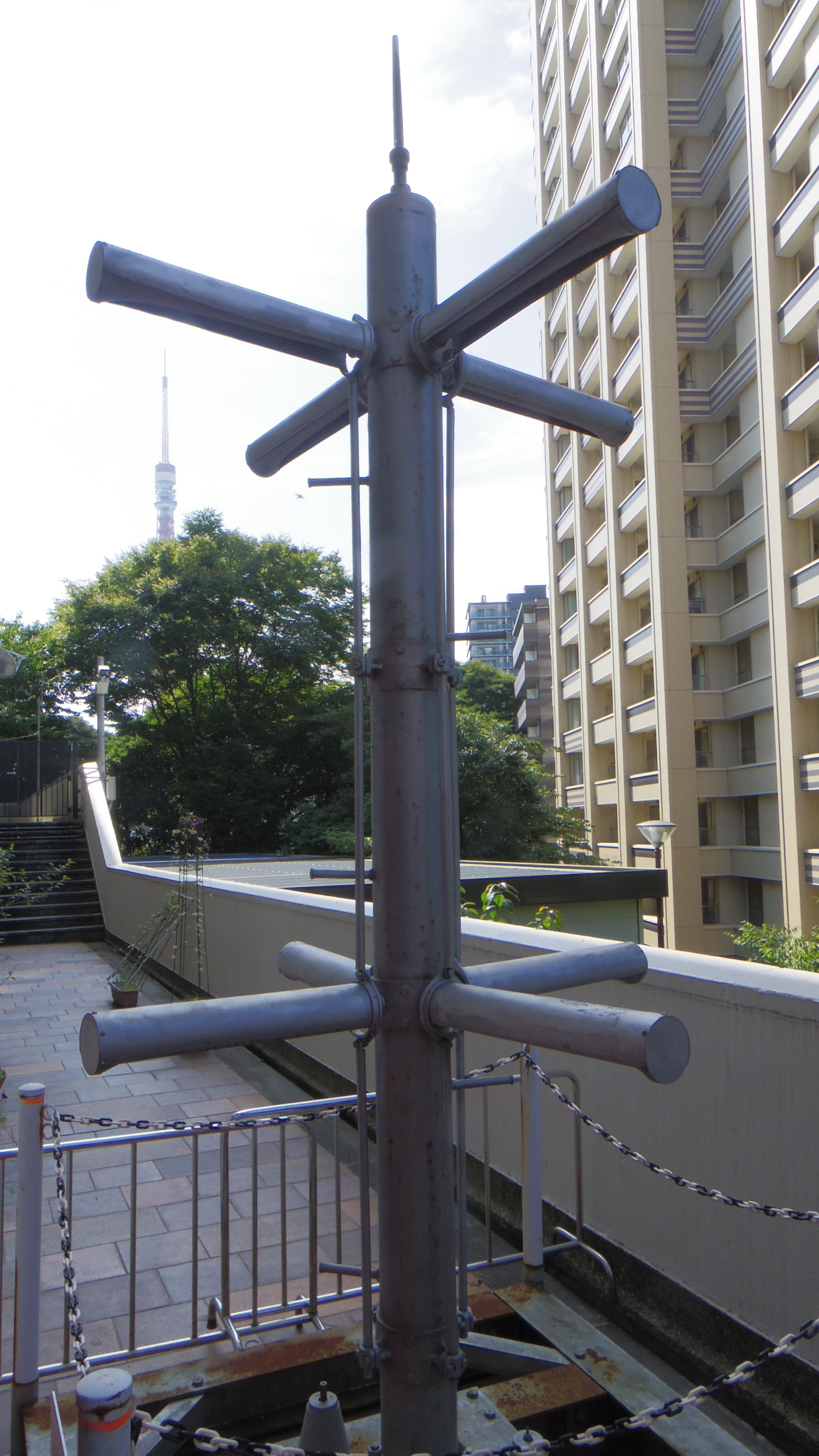
日本で最初のテレビ用アンテナ（1950年にテレビジョン実験放送で使用された）